# カーブル国際空港自爆テロ事件
カーブル国際空港自爆テロ事件（カーブルこくさいくうこうじばくてろじけん、英: Kabul airport attack）は、2021年8月26日にアフガニスタンのカーブル国際空港アビーゲート周辺で発生した自爆テロ事件である。ターリバーンによるアフガニスタン制圧を受け国外へ脱出しようと集まっていた多数のアフガニスタン人と、警備を行っていたアメリカ兵、またターリバーン関係者が事件に巻き込まれ、少なくとも182人が死亡した。ISKPが犯行声明を発表している。

## 事件発生まで
ドーハ合意に基づいてアフガニスタンからジョー・バイデン大統領率いる米軍が撤退を始めたことを受け、ターリバーンはアフガニスタン各所で攻勢に出た。ターリバーンは外国軍への攻撃は避けながらもアフガニスタン全土を掌握しつつあり、2021年8月12日からアメリカやイギリスなど各国は軍を一時的に増派させて大使館員やアフガニスタン人の協力者を脱出させようとしていた。15日にはターリバーンにより首都カーブルが陥落してアフガニスタン・イスラム共和国が崩壊。国外脱出を望むアフガニスタン人がカーブル国際空港に殺到して警備を破り、民間人が滑走路にまで侵入して死者の出るパニックが起きた。これを受けアメリカは更に軍を増派させて警備にあたらせた。また、空港外ではターリバーンが検問を行い、米軍とは空港周辺の治安維持で協力していた。しかし、20日から21日にかけては詰めかける群衆により警備が困難となり、空港の北ゲートおよび東ゲートが閉鎖された。これにより両ゲートに集まっていた人々がアビーゲートへと移動していた。
そのような状況の中、米政府は21日、ISKPによる攻撃の可能性があるとして、個別に移動の指示を受けた人以外は空港に近づかないよう警告する危険情報を発出した。その後もISによる攻撃は強く警戒されていて、アメリカのバイデン大統領などはISKPが空港を攻撃しようとしていると警告する会見を繰り返し開いていた。また、23日には正体不明の武装勢力によるアフガニスタン人の警備隊への銃撃があり、米独軍も応戦、アフガニスタン人の警備隊が1人死亡する事件があった。ISKPはイスラム国の地域組織で、アメリカだけでなく、ターリバーンとも敵対関係にある。ターリバーンはその攻勢の途中でバグラム空軍基地のパルヴァーン拘置所とカーブル近郊のプル・エ・チャルキ刑務所を襲撃してターリバーン構成員をはじめとした全囚人を開放したが、その中にはISKP構成員も多数含まれていた。自爆テロの実行犯は、このバグラームの元囚人である。
テロ発生前日の25日になると、アメリカの諜報機関と軍上層部はテロの発生を確信していた。一部の現地指揮官もその情報を受け取ったが、混乱の中で情報が伝達されなかった兵士もいた。フランス大使館に勤めていたモハメッド・ビダは自伝"13 JOURS, 13 NUITS"において、25日夜に「アメリカの諜報機関が（中略）イスラム国の自爆テロリストが別れの動画をインターネットで流していたのを発見した」ことを伝えられたと述懐している。現地時間26日早朝には、最早テロは差し迫っているとして、アメリカ、イギリス、オーストラリア、ニュージーランドは北・東・アビーゲートから退避するよう勧告した。26日のアビーゲートでは、兵士に繰り返しテロへの警告が通達された。午後2時には10分以内にテロが起こるとして身を隠すよう命令された兵士もいたが、テロは起こらず、この命令は空振りに終わった。

## 攻撃
現地時間2021年8月26日午後5時50分、アフガニスタン国際空港のアビーゲート付近で自爆テロが発生した。ISKPはイスラム国とつながりのあるアマーク通信のTelegramチャンネルを通じて犯行声明を発表した。犯行声明によれば自爆犯はAbdul Rahman al-Logariであり、米軍部隊から5メートルの位置で爆弾ベルトを起爆させたと主張した。そして、米軍とそのアフガニスタン人通訳・協力者、また、ターリバーンを殺害したと伝えた。AP通信によれば、一般的な自爆テロの2.5倍から5倍にあたる25ポンド（約11キログラム）の爆発物が使われたとされ、爆発の威力は大きく水路に落ちたり道路に叩きつけられたりした人もいた。追加攻撃の恐れがあったため、空港ゲート周辺のNATO軍は爆発後、退避した。
爆発の後、ISの戦闘員が群衆に向け銃撃を行ったとされ、米軍が応戦した。また一部の記者は、銃撃による犠牲者の中には、米軍がパニックになって行った銃撃による死者も含まれていると主張している。

### 犠牲者

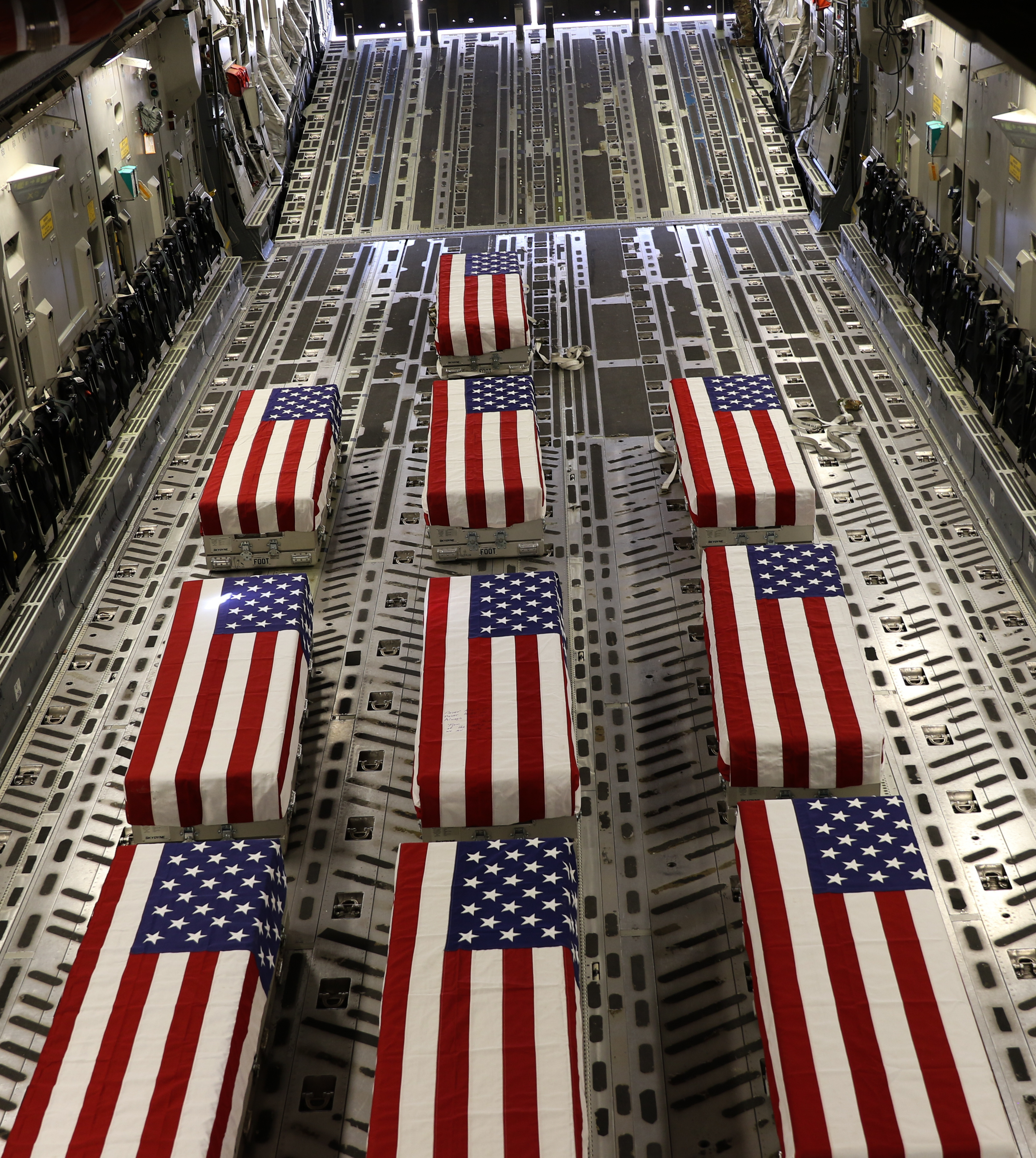
カーブル国際空港で軍用機に載せられた、アメリカ海兵隊の棺

少なくとも169人のアフガニスタン人、13人のアメリカ軍兵士が死亡した。当初、28人のタリバン構成員が犠牲になったと伝えられたが、27日にターリバーンのザビーフッラー・ムジャーヒド報道官はラジオ・フリー・ヨーロッパでのインタビューでこれを否定した。死亡したアメリカ軍兵士の内訳は海兵隊員が11人、陸軍第8心理作戦群の兵士が1人、海軍の衛生兵が1人であった。アメリカ軍にとって、一度の事件で死亡した人数は、2011年にヘリコプターが撃墜されて30人が死亡したとき以来、最も多くなった。

### 犯人
自爆テロの実行犯がAbdul Rahman al-Logariであることは、アメリカ中央軍が2023年3月までに行った再調査でも確認された。テロの首謀者のうち一人は、2023年にターリバーンによって殺害された。4月にはアメリカもこの情報が正しいと確認し、首謀者の名前は明かさなかったが、事件の遺族にもその死が伝えられた。2025年3月には、自爆テロに関与したとしてムハンマド・シャリフラーがパキスタンで逮捕された。アメリカのCIAが情報を提供し、パキスタン当局が逮捕作戦を実行したもので、シャリフラーの身柄はアメリカへ引き渡された。シャリフラーはモスクワ郊外コンサート会場銃乱射事件にも関与したと供述している。

## 影響
空港の機能は翌27日に再開した。 国際連合安全保障理事会は30日、自爆テロを「最も強い言葉で非難」し、アフガニスタンの領土をテロの温床にしないよう要求する決議を採択した。ターリバーンの報道官や、旧アフガニスタン・イスラム共和国の行政長官であったアブドゥッラー・アブドゥッラーもテロを非難した。

### 報復爆撃
アメリカのバイデン大統領は事件後、軍の首脳にISKPへの報復攻撃を指示した。8月27日にはアフガニスタンナンガルハール州で無人機による最初の報復攻撃が行われ、ISKPの構成員だとする2人が死亡、1人が負傷したとした。アメリカ中央軍は9月23日に、殺害した人物のうち一人を特定、即席爆発装置（IED）の制作者で空港への攻撃にも関与していたと発表した。また、殺害したもう一人の名前は特定できなかったが、こちらもISKPの構成員で2020年カーブル大学襲撃事件に関わっていたとした。
次いで29日には、無人機による報復爆撃がカーブル近郊で行われ、子供7人を含む10人が殺害された。この爆撃は、のちに誤爆であることが明らかになった。攻撃は軍がISISの隠れ家だとする住居を6機のMQ-9 リーパーが包囲する中で行われ、1発のヘルファイアミサイルがトヨタ・カローラへ発射された。車には何らかの荷物が積まれていて、アメリカ軍は車に爆発物が積まれていたので爆撃後に二次爆発が生じたと説明した。
爆撃後、ニューヨークタイムズは車の運転者はISKPのメンバーではなく、援助活動家のZemari Ahmadiであったと報道した。後の調査で、犠牲者の中にはアメリカの通訳として働いていた者、アメリカへの渡航ビザを持っていた者、2歳の子供が含まれていたことが判明した。車のトランクに積まれていたのは爆発物ではなく水タンクであったほか、二次爆発は恐らく道端に置かれていたプロパンタンクが原因であろうと思われた。
軍は当初、誤爆の疑惑を否定していたが、その後、殺された10人全員が無実であったことを認めた。遺族にはアメリカから弔慰金が支払われ、アメリカへの移住を支援することを約束された。

### 事件は防ぐことができたのか
アメリカ国内では、アフガニスタンからの性急な撤退、多くの犠牲を出した自爆テロの発生を許してしまったこと、誤爆により無関係の民間人を殺害したことは超党派からバイデン大統領や軍を非難する声が上がった。また、当時前大統領であったドナルド・トランプは、再選を果たすことになる2024年の選挙で頻繁にバイデン大統領の対応を批判し、カーブル国際空港ではなくバグラム空軍基地を利用すればよかったなどと主張した。バイデン大統領は、撤退の条件や期日はトランプが結んだドーハ合意を引き継いだものだとして、トランプを批判した。国防省の調査書ではトランプ政権とバイデン政権の双方が批判された。
論争の焦点の一つになったのは、現地の兵士が自爆犯を確認しており、前もって射殺できたかもしれないという疑念だった。テロの発生前、アビーゲートの兵士には「黒ずくめの禿頭の男性」など犯人の特徴が伝えられていた。数人の兵士は実際に特徴に合致する人物を見つけ、上官に報告したが、無視されたと証言した。アメリカ中央軍の再調査では、現地の兵士が確認したのは自爆テロ犯ではなかったとして、「戦術上は」テロを防ぐ手立てがなかったと結論付けた。犯人の特徴とされたものは大雑把にすぎ、上官が攻撃を許可しなかったのは交戦規定に則って適切であったとした。

### 日本の退避ミッションへの影響
日本は民間機のチャーターによる退避を計画していたが、8月15日のカーブル陥落で困難になったため、自衛隊輸送機による在アフガン邦人と現地職員の輸送を試みた。しかし、自衛隊機の派遣決定が23日、カーブル到着が25日、カーブルからの撤収が27日であったため、26日のテロ事件により退避計画は大きな影響を受けた。26日、現地では日本と米国やターリバーンとの間で検問通過のための調整が行われたうえで、現地時間18時までには車両27台に退避希望者数百人の搭乗が完了していた。この直後にテロが発生、バスの発車は断念された。最終的に自衛隊機で輸送されたのは、邦人1人と米軍の要請で輸送したアフガニスタン人14人にとどまった。
自衛隊機の派遣が期待された成果を挙げられなかったことへは、自衛隊機を派遣する日本政府の決断が遅かったからであるとの指摘が出た。また、在外邦人等の輸送について記載している自衛隊法第84条の４では、輸送の実施にあたり「輸送の安全」を要件として定めていた。しかし当時、カーブルが安全であるかどうかの判断は難しく、こうした自衛隊法の要件によって輸送が遅れたのだという主張が発せられた。2022年の第208回国会では在アフガニスタン邦人等の輸送を教訓として自衛隊法にいくつかの改正が行われたが、第84条の４についても、「当該輸送を安全に実施することができると認めるとき」との条文が削除され、「当該方策を講ずることができると認めるとき」と改められた。これにより、法文上から「安全」という語は削除されることとなった。